# Maravatío del Encinal
Maravatío del Encinal är en ort i Mexiko.   Den ligger i kommunen Salvatierra och delstaten Guanajuato, i den centrala delen av landet, 210 km väster om huvudstaden Mexico City. Maravatío del Encinal ligger 1 749 meter över havet och antalet invånare är 3 955.
Terrängen runt Maravatío del Encinal är platt norrut, men söderut är den kuperad. Runt Maravatío del Encinal är det ganska glesbefolkat, med 50 invånare per kvadratkilometer. Närmaste större samhälle är Salvatierra, 8,8 km öster om Maravatío del Encinal. Trakten runt Maravatío del Encinal består till största delen av jordbruksmark.